# Vallée de Cot

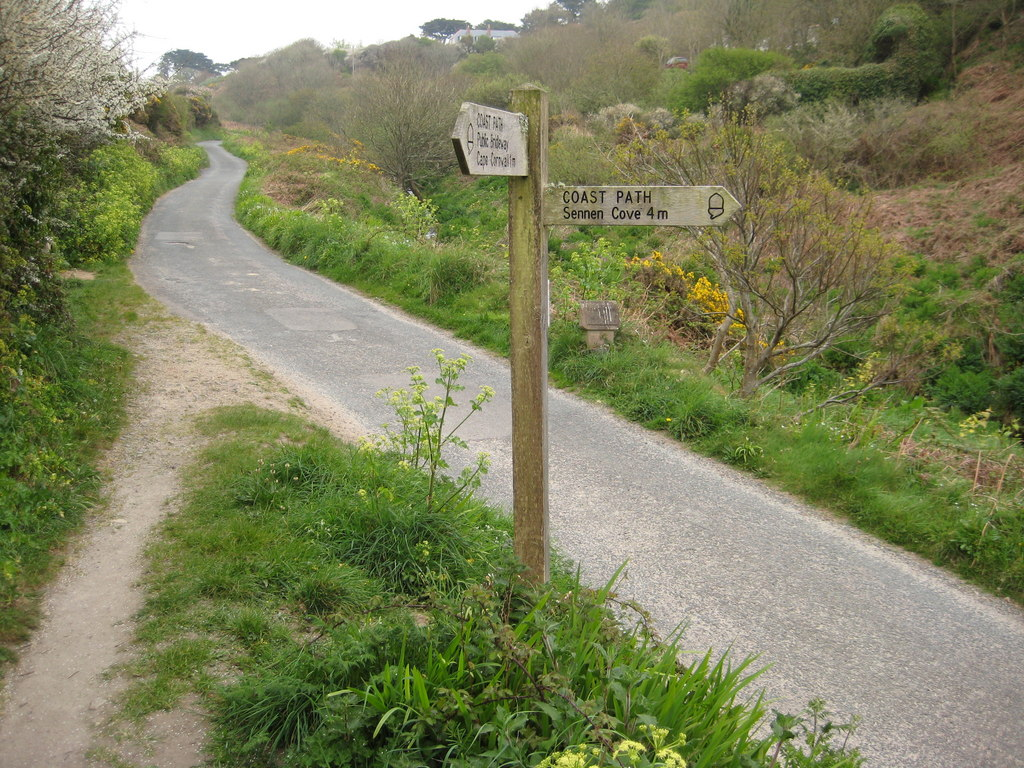
Chemin côtier dans la vallée de Cot

La vallée de Cot est située à 800 mètres au sud de St Just in Penwith dans l’ouest des Cornouailles, au  Royaume-Uni. Elle bénéficie d’un microclimat très doux.
Le ruisseau qui descend la vallée se jette dans l’océan Atlantique à Porth Nanven. Cette région des Cornouailles était autrefois exploitée pour l’étain (voir l’article exploitation minière en Cornouailles et dans le Devon pour plus de détails) comme en témoignent aujourd’hui les ruines le long du ruisseau.
Il y a un établissement dans la vallée de Cot et une auberge de jeunesse. La vallée est isolée et abrite une faune variée. Les ornithologues la visitent en automne pour voir des oiseaux migrateurs rares. Plus récemment, des craves à bec rouge ont été observés dans la vallée. Les autres espèces d’oiseaux régulièrement observées incluent des buses, des chouettes hulotte, et des Saxicola rubicola. De l’embouchure de la vallée à Porth Nanven, des phoques sont fréquemment observés, et parfois des dauphins et des requins pèlerins.